# Kolomotu'a
Kolomotu'a è un distretto delle Tonga della divisione di Tongatapu con 16 826 abitanti (censimento 2021).
Nel 19º secolo Nukuʻalofa divenne il centro della cristianità a Tonga e questo provò una notevole espansione della città, divenne dunque essenziale che fosse riorganizzata per un'efficace amministrazione della capitale. La riorganizzazione di Nukuʻalofa ha diviso la città in tre aree distrettuali principali: Kolomotuʻa, Kolofo'ou e Maʻufanga. Kolomotuʻa (Kolo che significa "città" o "insediamento", motuʻa che significa "vecchio"), comprende l'insediamento originario della città presso l'antico forte di Nukualofa.

## Località
Di seguito l'elenco dei villaggi del distretto:
- Kolomotu'a - 6 941 abitanti
- Havelu - 3 446 abitanti
- Tofoa - 3 484 abitanti
- Hofoa - 1 391 abitanti
- Puke - 944 abitanti
- Sia'atoutai - 618 abitanti